# Jabłoń jagodowa
Jabłoń jagodowa, jabłoń syberyjska (Malus baccata) – gatunek drzewa owocowego z rodziny różowatych. Pochodzi z północnych Chin (Mandżuria) i azjatyckiej części Rosji (Syberia).

## Morfologia
PokrójKrzew lub drzewo dorastające do 10–15 m wysokości. Korona kształtu kulistego o niezbyt zagęszczonej powierzchni.
PędyGałązki gładkie i cienkie w kolorze brunatnym lub oliwkowobrązowym.
LiścieKształtu eliptycznego lub jajowatego, zaostrzone u szczytu, kliniaste lub zaokrąglone u nasady, 3–9 cm długości. Brzeg liścia jest drobno piłkowany. Ogonek długości 2–5 cm.
KwiatyDość duże (średnica 3–3,5 cm) i ozdobne, w kolorze białym, od spodu żółtawym. Kielich jest nagi, z długo zaostrzonymi działkami, szypułki cienkie, do 4 cm długości. Szyjki słupka dłuższe od pręcików.
OwocKulisty, drobny, do 1 cm średnicy utrzymywany na cienkiej szypułce, czerwony lub żółty. Do spożycia dopiero po przemarznięciu. W smaku dość cierpkie i kwaśne.

## Zastosowanie
- Gatunek wytrzymały na mrozy. Jest bardzo płodny, a jego owoce są zbierane przez miejscową ludność.
- Stosowana do nasadzeń parkowych jako drzewo ozdobne. Młode drzewka są używane jako podkładka pod szlachetne odmiany.
- W przypadku krzyżowania z M. robusta jabłoń jagodowa dała dość wartościowe mieszańce, nazywane "krabami" (od ang. crab = rak) ze względu na czerwoną barwę owoców. Mieszańce te takie jak "Red Siberian", "September", "Cherry Crab" uprawiane są w USA na obszarach o bardzo surowym klimacie.